# Johan Christian Theodor Bayer
Johan Christian Theodor Bayer (6. november 1817 i København – 28. april 1861 sammesteds) var en dansk blomstermaler.
Han var søn af blomstermaleren Johan Bayer og Maria født Post, var sin faders lærling i blomstermaleriet, besøgte Kunstakademiet 1833-37 og konkurrerede 1843 til den Neuhausenske Præmie med En blomstrende plante i vandfarvemaleri, uden dog at opnå den, idet den blev tilkendt Christian Thornam. Da han ikke følte sig oplagt til at afløse faderen i hans virksomhed som maler ved Flora Danica, levede han senere som vandfarvemaler, og malede dels blomster- og frugtstykker, dels miniaturportrætter. Han blev gift 4. marts 1843 i København med Sophie Frederikke Vilhelmine Dauny (død senest 1860) og døde den 28. april 1861.
Han er begravet på Frederiksberg Ældre Kirkegård.